# Santuario dei Santi Cosma e Damiano (Ugento)
Il santuario dei Santi Cosma e Damiano è un edificio di culto cattolico, sito nel centro storico di Ugento, in provincia di Lecce.

## Storia
L'edificio affonda le sue origini in epoca bizantina. L'antica costruzione, dedicata a Santa Lucia, aveva la copertura a tegole e presentava tipici elementi medievali, scomparsi in seguito a diversi rifacimenti. L'attuale chiesa fu rifatta in epoca barocca e, all'antico culto per la santa di Siracusa, si affiancò quello per i Santi Medici Cosma e Damiano, attuali titolari. Fu ulteriormente ampliata e ammodernata tra il 1886 e il 1893.

## Architettura

### Esterno

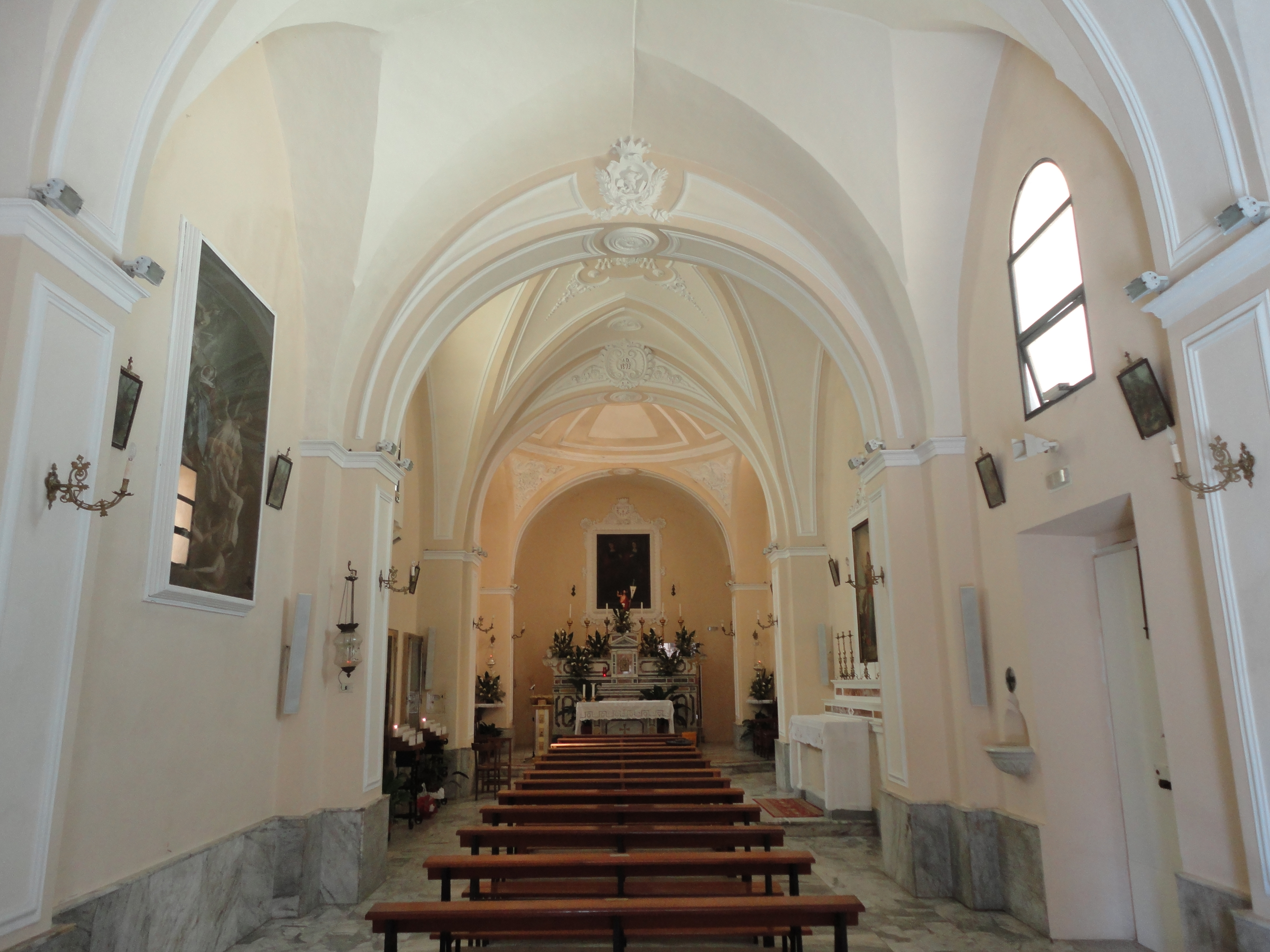
L'interno dell'edificio.

La facciata, preceduta da una scalinata, è caratterizzata da un basamento su cui poggiano due paraste angolari e due semicolonne che ripartiscono la superficie in tre sezioni verticali. Il coronamento è costituito da una cornice aggettante, con al centro la statua lapidea della Madonna Immacolata, su cui poggiano due torrette laterali, ospitanti le statue dei santi Cosma e Damiano. Le sezioni laterali sono composte ognuna da una nicchia, con la statua di Pietro apostolo a sinistra e di Paolo di Tarso a destra, mentre la sezione centrale inquadra il portone d'ingresso, con architrave spezzato tra il quale è posta una lapide che ricorda la dedicazione della chiesa, e la finestra centinata.

### Interno
L'interno è a navata unica con pianta rettangolare, scandita in quattro campate da archi a tutto sesto. La copertura è a spigolo, tranne che nella campata del presbiterio in cui si innalza una finta cupola. Sulla parete absidale, dietro l'altare maggiore in marmi policromi, campeggia il dipinto su tela dei santi Medici. Sulla parete destra della navata è presente l'altare dedicato a Lucia da Siracusa, con un olio su tela raffigurante la santa secondo l'iconografia tradizionale.